# تمیستیوس
تمیستیوس (به یونانی: Θεμίστιος)، (زاده ۳۱۷ میلادی در پفلاگونیا، درگذشته ۳۹۰ میلادی در قسطنطنیه)، دولتمرد، خطیب و فیلسوف مشایی یونانی و شارح برجسته آثار ارسطو بود.

## زندگی
وی به سال ۳۱۷ در سرزمین اجدادیش، پفلاگونیا در آسیای صغیر، به دنیا آمد. پدرش، ائوگنیوس، معلم فلسفه بود و بیش‌تر به آرای ارسطو می‌پرداخت، هرچند که با آرای فیثاغورس، افلاطون، زنون اهل کیتیوم و اپیکور نیز آشنایی داشت. تمیستیوس در جلسات درس پدرش در شهر قسطنطنیه حاضر می‌شد.

### تحصیلات
خود او در ۳۴۵ میلادی تدریس فلسفه را آغاز کرد و تا ۳۵۵ میلادی ریاست مدرسه ای را به عهده داشت. وی در تدریس دارای بیانی بلیغ بود و طالبان زیادی از راه‌های دور به قسطنطنیه می‌آمدند تا محضر درس او را در یابند. در ۳۵۵ میلادی رسماً به سمت استاد فلسفه برگزیده شد.

### مناصب
در همان سال از جانب امپراتور کنستانتیوس دوم به عضویت مجلس سنای قسطنطنیه و سپس به خدمت امپراتور درآمد و از سوی سنا چندین بار موظف به ابلاغ خطابه‌های تبریک و سپاس به حضور امپراتوران شد. گفته می‌شود در این سِمَت سفرهای رسمی متعددی و از جمله در ۳۵۷ میلادی به رم داشت. امپراتور والنس او را به عنوان مربی فرزند خود برگماشت و امپراتور تئودئوس یکم تربیت پسرش، آرکادیوس (امپراتور بعدی)، را به او سپرد. این امپراتوران هر چند مسیحی بودند، از مشاورت وی که بر آیین پیشینیان باقی بود، بهره می‌بردند. تمیستیوس با امپراتور ژولیان، معروف به ژولیان مرتد، پیوندی نزدیک داشت. ژولیان که پیرو مذهب مسیحی آریوس (آریانیسم) بود در صدد برآمد که برای ضربه زدن به متعصبان مسیحی به کمک تمیستیوس، دین باستانی یونانیان را احیا کند اما تمیستیوس با بهره گرفتن از نفوذ خود کوشید تا به جای دامن زدن به تفرقه‌ها، میان مسیحیان و غیرمسیحیان آشتی و مدارا برقرار کند و ازاین رو نزد مسیحیان محبوبیت و احترامی به‌مراتب افزون‌تر از لیبانیوس یافت که مدتی با او دوستی نزدیک و پرشوری داشت. از میان آبای کلیسا، گرگوریوس نازیانزوسی با وی دوستی داشت و او را با عبارت سلطان بلاغت ستود.
تمیستیوس احتمالاً از ۳۸۳ تا ۳۸۴ میلادی به منصب بالای پیشوایی شهر و ریاست مجلس سنا رسید.
وی در ۳۹۰ میلادی در قسطنطنیه درگذشت.

### آراء علمی
به لحاظ فلسفی، تمیستیوس به پیروی از پدرش به آرای ارسطو، که به نظر وی با مشی مدارا سازگارتر از اندیشه‌های افلاطون و پیروان آکادمی بود، روی آورد. هرچند این سخن به معنای آن نیست که او به آرای افلاطون بی‌اعتنا بوده‌است. تعریف او از فلسفه، به عنوان کوششی مستمر در تشبّه به خداوند به قدر طاقت بشری، در اصل برگرفته از رسالة تئایتتوس افلاطون است.
در فلسفه سیاست نیز ویژگیهایی که او برای امپراتور برمی‌شمرد همان خصوصیات حکیم حاکم افلاطونی بود که به تعبیر او می‌بایست هم یک سقراط باشد و هم یک اسکندر.

### مباحث مهم
از جمله مباحث مهم و پر تأثیر تمیستیوس، تفسیر او از عقل فعال در کتاب دربارهٔ نفس ارسطو است.
تمیستیوس بحثی مفصّل دربارهٔ این فصل مشکل کتاب ارسطو دارد و در آن از سایر آثار ارسطو، قطعاتی از افلاطون و همچنین از بخش‌هایی از شرح ثاؤفِرَسطُس نقل قولهایی کرده‌است.

### عقل فعال
پیش از تمیستیوس، اسکندرِ افرودیسی (قرن دوم و سوم میلادی) مفسر بزرگ ارسطو، عقل را به عقل هیولانی، عقل بالملکه و عقل فعال تقسیم کرد.
وی عقل فعال را بیرون از انسان و همان مبدأ اعلای ارسطو، علت عالم، محرک لایتحرک اوُلی'، عقل خوداندیش و تأثیرگذار بر انسان می‌داند.
در حالی که عقل هیولانی را متشکل از عناصر اربعه و در نتیجه همچون جسم فناپذیر می‌شمرد.
اما از نظر تمیستیوس عقل فعال، الاهی نیست و هرچند صورتی مفارق از مادّه است اما «در» انسان، بلکه وجه ممیز اوست و عقل هیولانی نیز ازلی و مفارق است، اما عقل فعال بیش از عقل هیولانی مفارق از مادّه است.
وی عقل بالملکه را شبیه به جوهر و مرکّب از مادّه و صورت قلمداد می‌کند.
با این‌که عقل فعال در انسان است اما نظیر نوع، که به زوال افرادش زایل نمی‌شود، همواره باقی است.

### عقل منفعل
عقل منفعل به عقل فعال منضم می‌شود و جنبه فناناپذیر طبیعت آدمی را می‌سازد.